# Ditrichum breidleri
Ditrichum breidleri là một loài rêu trong họ Ditrichaceae. Loài này được Limpr. mô tả khoa học đầu tiên năm 1887.